# Ложкина, Елена Геннадьевна
Елена Геннадьевна Ложкина (5 августа 1953; Великие Луки, Псковская область, РСФСР, СССР) — советская и российская актриса театра и кино. Заслуженная артистка Российской Федерации (1993).

## Биография
Родилась 5 августа 1953 года в городе Великие Луки Псковской области.
Окончила Ленинградский государственный институт театра, музыки и кино. Обучалась на курсе И. П. Владимирова. После получения диплома служила в Театре Ленсовета, в Театре юного зрителя. С 1985 года стала служить Театру на Литейном. Также Ложкина играла во многих других театрах по несколько сцен, либо служила в них по несколько лет.
Помимо театральной деятельности, Ложкина снимается в телевизионных телесериалах. В интернете отсутствует информация по месту рождения артистки, единственный источник, который это указал — это Театр имени Андрея Миронова.

### Личная жизнь
- Супруг — Алексей Арефьев (1956—2002), актёр театра и кино.
- Дочь — Анна Арефьева (род. 1987), актриса театра и кино, неоднократная номинантка на премию «Золотой софит».

## Фильмография
- 1984 — Вороне где-то Бог… — выпускница
- 1981 — Сказка за сказкой (Царица и сапожница) — участие
- 1990 — Маскарад — увастие
- 1999—2009 — Разведённые мосты — клоунесса
- 2002 — Тайны следствия-2 (1 фильм) — Ольга, медсестра
- 2005 — Тамбовская волчица — Елена Петровна
- 2007 — Опера-3 (16 фильм) — мать Лены
- 2012 — Тайны следствия-11 (4 фильм) — тётя Ани
- 2013 — Команда (1 фильм) — мать
- 2013 — Чужой район-3 (18 серия) — Надежда Павловна, мать Татьяны
- 2014 — Иные — Вера Ивановна, няня Майи
- 2014 — Королева игры — мать Нины и Галины
- 2014 — Лучшие враги (8 серия) — соседка Нечаева
- 2014 — Письма на стекле — Светлана, соседка Марты
- 2014 — Улицы разбитых фонарей-14 (28 серия) — Зинаида
- 2014—2015 — Чужое гнездо — Антонина Прокофьевна
- 2015 — Своя чужая (13 серия) — мать Савельева
- 2016 — Спарта — Валентина Леонидовна Анисимова
- 2016 — Наше счастливое завтра — бабуля
- 2016 — Шаман. Новая угроза 12 фильм) — Ремира Владимировна Маркина
- 2017 — Елена Прекрасная — нарколог
- 2017 — Опасный круиз — Мария Саввишна Кузьмина
- 2021 — Алиби — Юркевич
- 2017 — Гоголь — участие
- 2018 — Гоголь. Страшная месть — участие
- 2019 — Замаячный — мать Полякова
- 2019 — Северная звезда (2 серия) — соседка Ракитиных
- 2020 — Тайны следствия-20 (2 фильм) — мать Пинчука
- 2021 — Чингачгук — Клавдия
- 2022 — Невский. Расплата за справедливость (17 серия) — бабушка
- 2022 — Филин-2 — Макарова
- 2022—2023 — Анна Медиум/Медиум-2 — Антонова
- 2023 — Великолепная пятёрка-5 (78 серия) — Агафья Васильевна
- 2023 — Отставник. Ближний бой — Галина Петровна
- 2024 — Всё ОК — смотрительница
- 2024 — Закон тайги (16 серия) — пациентка

## Звания и награды
- Заслуженная артистка Российской Федерации (28 сентября 1993)[1].
- Медаль ордена «За заслуги перед Отечеством» II степени (2021)[4].